# LZ-40
De LZ-40 is een verkeersweg op het Spaanse eiland Lanzarote. De weg loopt ten noorden van de badplaats Puerto del Carmen vanaf de aansluiting met de LZ-504 in het westen via het knooppunt met de LZ-505 (richting Tías) naar de LZ-2 bij het vliegveld in het oosten.